# Plagiogrammus hopkinsii
Plagiogrammus hopkinsii és una espècie de peix de la família dels estiquèids i l'única del gènere Plagiogrammus.

## Descripció
- Fa 20 cm de llargària màxima.[7][8]

## Reproducció
Té lloc entre la primavera i l'estiu.

## Alimentació
Menja invertebrats: sobretot crustacis (amfípodes, gambes i Mysida) i mol·luscs.

## Hàbitat i distribució geogràfica
És un peix marí, demersal (fins als 21 m de fondària) i de clima subtropical, el qual viu al Pacífic oriental: les àrees rocalloses intermareals des de Pacific Grove (el centre de Califòrnia) fins a l'illa Sant Nicolau (el sud de Califòrnia, els Estats Units).

## Observacions
És inofensiu per als humans.